# Boštjan Nachbar
Boštjan Nachbar (Slovenj Gradec, 3 de julho de 1980) é um ex-basquetebolista profissional esloveno, atualmente é um agente scout do Detroit Pistons.

## Estatísticas

### Temporada regular
| Ano     | Equipe           | PJ  | PT | MPP  | %TC  | %3P  | %TL  | RPP | APP | ROB | TPP | PPP |
| ------- | ---------------- | --- | -- | ---- | ---- | ---- | ---- | --- | --- | --- | --- | --- |
| 2002–03 | Houston          | 14  | 1  | 5.5  | .355 | .200 | .500 | .8  | .2  | .1  | .1  | 2.1 |
| 2003–04 | Houston          | 45  | 3  | 11.5 | .356 | .365 | .724 | 1.6 | .7  | .3  | .3  | 3.1 |
| 2004–05 | Houston          | 16  | 2  | 12.8 | .349 | .476 | .750 | 1.9 | .6  | .1  | .0  | 3.1 |
| 2004–05 | New Orleans      | 55  | 4  | 20.7 | .397 | .371 | .838 | 2.8 | 1.2 | .5  | .3  | 8.1 |
| 2005–06 | New Orleans/O.C. | 25  | 13 | 16.2 | .339 | .298 | .694 | 2.0 | .9  | .5  | .2  | 5.0 |
| 2005–06 | New Jersey       | 11  | 0  | 8.8  | .375 | .143 | .625 | 1.0 | .5  | .3  | .0  | 2.8 |
| 2006–07 | New Jersey       | 76  | 1  | 20.2 | .457 | .423 | .805 | 3.3 | .8  | .4  | .3  | 9.2 |
| 2007–08 | New Jersey       | 75  | 1  | 22.1 | .402 | .359 | .786 | 3.5 | 1.2 | .6  | .3  | 9.8 |
| Total   |                  | 317 | 25 | 17.8 | .406 | .375 | .784 | 2.6 | .9  | .4  | .2  | 7.1 |

### Playoffs
| Ano     | Equipe     | PJ | PT | MPP  | %TC  | %3P  | %TL   | RPP | APP | ROB | TPP | PPP |
| ------- | ---------- | -- | -- | ---- | ---- | ---- | ----- | --- | --- | --- | --- | --- |
| 2003–04 | Houston    | 5  | 0  | 8.2  | .444 | .333 | 1.000 | 1.2 | .4  | .2  | .0  | 2.8 |
| 2005–06 | New Jersey | 1  | 0  | 1.0  | .000 | .000 | .000  | .0  | .0  | .0  | .0  | .0  |
| 2006–07 | New Jersey | 12 | 0  | 23.4 | .421 | .375 | .955  | 2.9 | 1.5 | .6  | .1  | 9.9 |
| Total   |            | 18 | 0  | 17.9 | .423 | .373 | .963  | 2.3 | 1.1 | .4  | .1  | 7.4 |